# Ядрова деревина

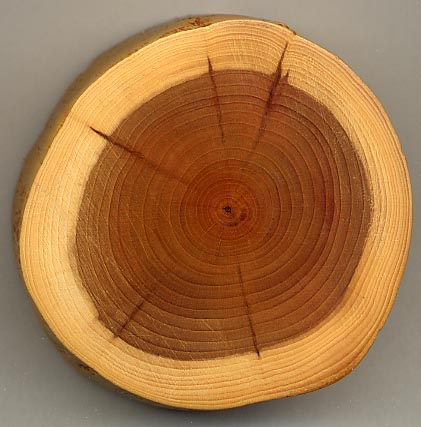
Поперечний зріз стовбура тиса (темне ядро відрізняється за кольором від світлої заболоні)

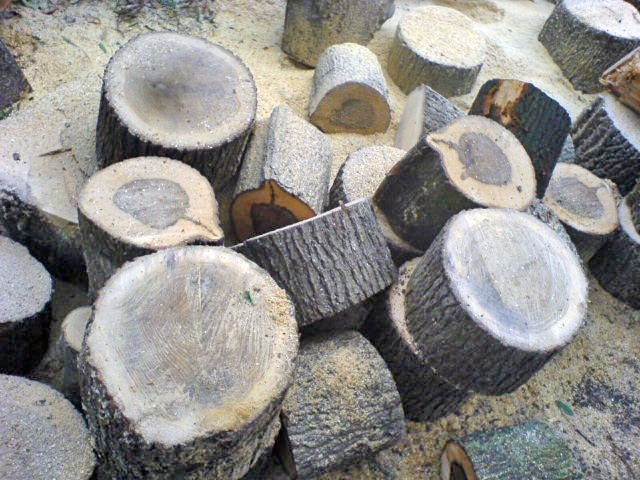
Серед відрізків ядрової деревини видно окремі фрагменти з морозобоїною.

Ядрова деревина (англ. heartwood), також ядро — назва фізіологічно неактивної зони, що розвивається у багатьох видів дерев в центрі перетину стовбура, зазвичай більш темного кольору, ніж зовнішня світліша частина — заболонь. Ядрова деревина розвивається в результаті вторинного метаболізму відмерлої паренхіми у внутрішній частині заболоні.

## Справжнє ядро

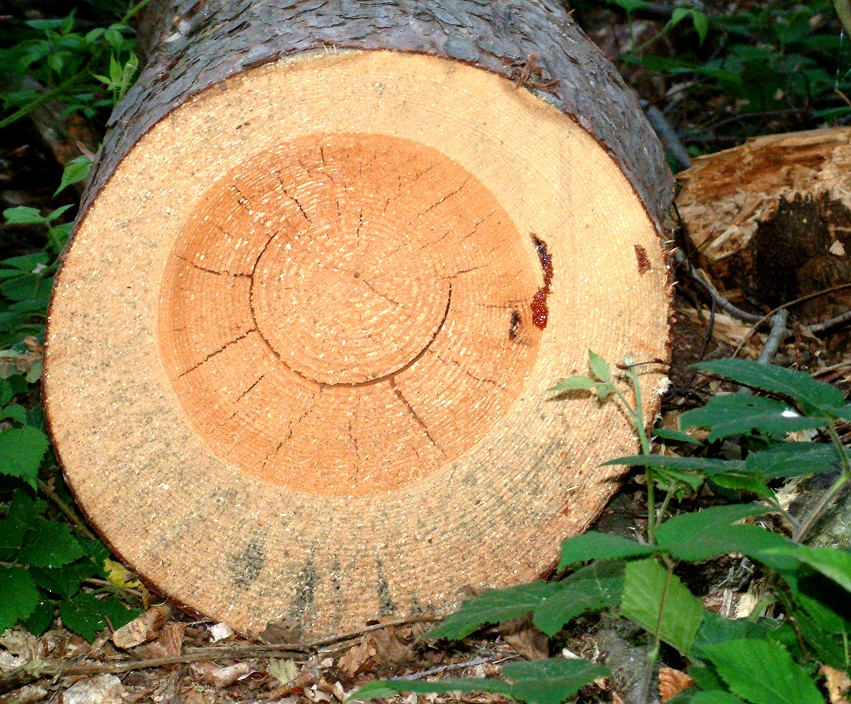
Поперечний розпил соснового стовбуру з ядровою деревиною.

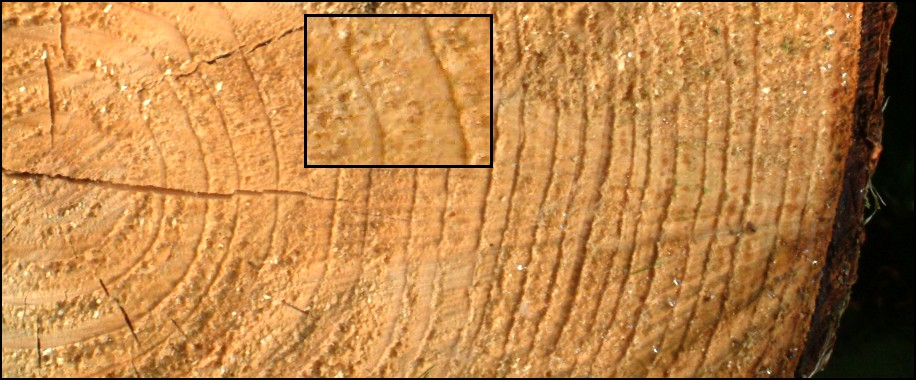
Розпил ялинкового стовбуру із стиглою деревиною (світле ядро).

Справжнє ядро містить кольорові, здебільшого фенольні речовини (ядрові речовини), які імпрегнують стінки клітин, як правило, підвищуючи довговічність деревини. Крім того, дерево перериває зв'язок між клітинами, таким чином, що між ними більше неможливий капілярний обмін. Ядрова деревина є біологічно мертвою.
Стигла деревина — теж різновид ядрової деревини, яка не відрізняється за кольором від заболоні. Наприклад, подокарпус утворює світлу, але довговічну стиглу деревину (ядро), а стигла деревина ялинки недовговічна. Розрізняють ядрові, заболонні та стиглодеревинні породи дерев. Ядрові і ядрові стиглодеревинні породи утворюють справжнє ядро, в той час як стиглодеревинні і заболонні можуть утворювати несправжнє ядро.

## Несправжнє ядро

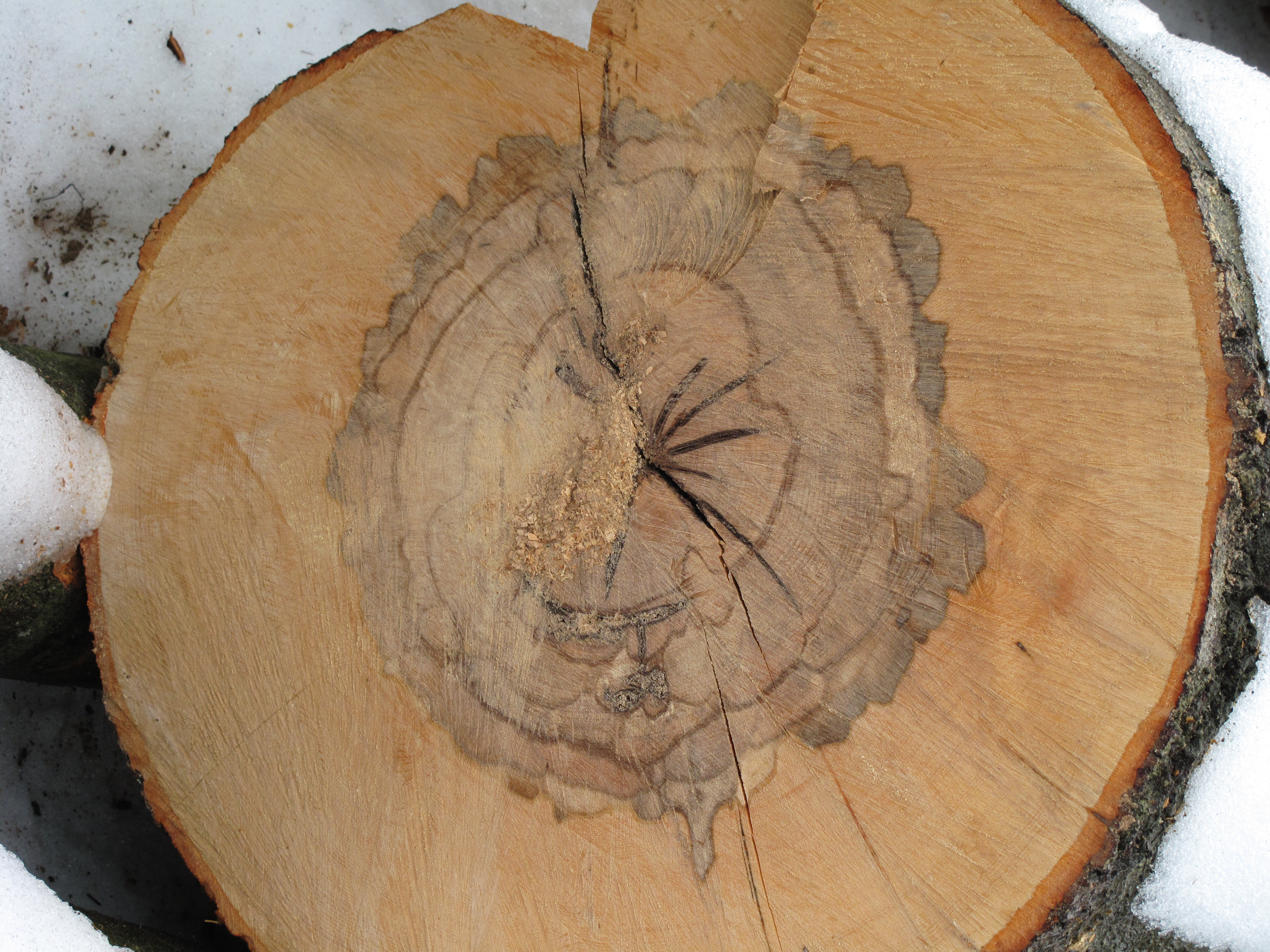
Несправжнє ядро бука

Багато безядрових (заболонні і стиглодеревинні) листяні породи дерев розвивають ядро не завжди, а в залежності від зовнішніх умов (зазвичай як результат ушкоджень), утворюючи так зване несправжнє ядро. Ця деревина не має властивої для ядрової деревини довговічності і часто виділяється неоднорідним кольором, різноманітністю за формою, розмірами, непостійністю за часом появи в дереві.
Несправжнє ядро вважається вадою деревини і зменшує її цінність, проте, несправжнє ядро без гнилі істотно на міцність не впливає, володіє майже тими ж властивостями, що і справжнє ядро, різними у різних порід дерева. Несправжнє ядро з гниллю нерівномірно забарвлене, розвиває бліді і сіруваті тони, чорні лінії. На поперечному розрізі стовбура несправжнє ядро може бути центральним або зміщеним. Має зазвичай бурий або коричневий колір, іноді з ліловим, фіолетовим або темно-зеленим відтінком. На поперечному розрізі може бути округлим або зірчастим.
Несправжнє ядро оточене темною, частіше більш світлою, ніж інша його частина захисною облямівкою, яка може не тільки охоплювати несправжнє ядро, а й ділити його на частини (зони). Може бути простим або однорідним, а також двозональним, багатозональним (з зонами у вигляді кілець) і мозаїчним: коли в ядрі присутні безліч секцій, що примикають одна до одної і розділених захисною облямівкою.

## Приклади

### Ядрові породи (утворюють справжнє ядро)
- Сосна (лат. Pinus) — типова ядрова порода дерева. Ядро (червонувате) чітко відрізняється у сосен від заболоні (жовто-біла). Якщо заболонь буде знята з ядра, то деревину обов'язково обробляють засобами хімічного захисту.
- Дуб (Quercus). У цієї деревини використовують тільки ядро, так як заболонь недовговічна, хоча можливе використання деревини з заболонню за умови обробки засобами захисту.
- Ебенове дерево (різновид чорного дерева) має чорне ядро і світлу заболонь, відрізняється дуже високою твердістю і має високу вартість.
- Подокарпус утворює світлу, але довговічну ядрову деревину (стиглу деревину).
- Ясен (лат. Fraxinus excelsior) та в'яз утворюють жовто-буре ядро, заболонь обов'язково відрізняється.

### Стиглодеревинні породи (можуть утворювати несправжнє ядро)
- Вишня (лат. Prunus avium) не є справжньою ядровою деревиною, має несправжнє і недовговічне ядро. Так як колірна відмінність в цьому випадку дуже виражена (ядро червоне, а заболонь біла), для застосування у відповідальних випадках заболонь просто відрізають.
- Бук (лат. Fagus sylvatica) часто утворює в старості плямисте червоне ядро, яке раніше вважалося абсолютно неприйнятним, а в наші дні знаходить застосування у виготовленні меблів типу «ядровий бук».
- Ялина (Picea) — без'ядрова, стиглодеревинна порода.